# リチャード・パーマー・ジェイムス
リチャード・パーマー・ジェイムス（Richard Palmer-James、1947年6月11日 - ）は、イングランドのミュージシャン。作詞家。1970年代に活動拠点をドイツに移した。
1968年に結成されたスーパートランプの創立メンバー。1973年から1974年にかけてプログレッシブ・ロック・グループのキング・クリムゾンの作詞を担当したことで知られる。1985年に元アラベスクのサンドラのヒット曲「(I'll Never Be) Maria Magdalena」の歌詞を書いたことでも有名。
ディスコグス（discogs.com）で500以上のクレジットを持つ。

## 略歴
ボーンマスのメイリック・パーク生まれ。現地でThe Corvettes、The Palmer-James Group、Tetrad、Ginger Manといった様々な地元のバンドで演奏した。これらのバンドではジョン・ウェットンがベースとボーカルを担当していた。ウェットンがボーンマス・カレッジで出会ったロバート・フリップとも知りあった。
1968年、リチャード・パーマーの名前でスーパートランプの結成に参加してギターとボーカルを担当し、同名デビュー・アルバムの歌詞を書いた。当時リック・デイヴィスと共作した「Goldrush」は、2002年のアルバム『Slow Motion』で発表された。
1970年代初頭からミュンヘンに在住。ウェットンが在籍していたフリップ率いるキング・クリムゾンのアルバム『太陽と戦慄』（1973年）、『暗黒の世界』（1974年）、『レッド』（1974年）の収録曲の歌詞を書いた。1974年にフリップがキング・クリムゾンを解散した後、ウェットンやメンバーだったデヴィッド・クロスと一緒に仕事をしている。
1978年、ウェットンとTetradのバンドメイトだったW.J. Hutchesonが訪ねてきた。彼等3人はドイツ人のドラマーであるCurt Cressを迎えて「ジャック－ナイフ」と名乗り、活動を始めた頃の曲を収録したアルバム『アイ・ウィッシュ・ユー・ウッド』を10日間で録音した。
またイタリアン・ディスコの先駆者であるLa Biondaに英語の歌詞を書き、70年代後半にはLa Biondaに関連したディスコ・グループのD.D.サウンドにも歌詞を提供した。
1997年、ウェットンとの共作名義の編集CD『モンキー・ビジネス 1972 - 1997』を発表。キング・クリムゾンのライブのレパートリーだった未発表曲「ドクター・ダイアモンド」を含む、幾つかの未発表素材の初のスタジオ録音が収録された。
2016年、初のソロ・アルバム"Takeaway"を発表。

## ディスコグラフィ

### スーパートランプ
- 『スーパートランプ・ファースト』 - Supertramp (1970年)
- Slow Motion (2002年) ※共作「Goldrush」を収録

### エマージェンシー
- Get Out To The Country (1973年)

### キング・クリムゾン
- 『太陽と戦慄』 - Larks' Tongues in Aspic (1973年)
- 『暗黒の世界』 - Starless and Bible Black (1974年)
- 『レッド』 - Red (1974年)

### D.D.サウンド
- 『ディスコ・ベース』 - Disco Delivery (1977年)
- 『1-2-3-4ギミー・サム・モア』 - 1-2-3-4... Gimme Some More! (1977年)
- 『カフェ』 - Café (1978年)
- 『フーチー・クーチー』 - The Hootchie Coochie (1979年)

### Munich
- "Sideshow / Wednesday" (1979年) ※シングル。「Sideshow」はパーマー・ジェイムス作詞、Hermann Weindorf作曲

### ジャック－ナイフ
- 『アイ・ウィッシュ・ユー・ウッド』 - I wish you would (1979年) ※日本ではジョン・ウェットン／ジャック－ナイフ名義

### Pan Demonium
- Start the Fire (1979年) ※「Walking on Air」「Touch Me」の2曲を共作[13]

### エラプション
- Our Way (1983年) - 「Big Bang」「In 1000 years」の2曲を共作[14]

### ジョン・ウェットン
- 『アークエンジェル』 - Arkangel (1998年) ※ロバート・フリップ、スティーヴ・ハケット等参加
- 『レイズド・イン・キャプティヴィティー』 - Raised In Captivity (2011年) ※「The Devil and the Opera House」はパーマー・ジェイムス、ジョン・ウェットン、ビリー・シャーウッドの共作

### ジョン・ウェットン&リチャード・パーマー・ジェイムス
- 『モンキー・ビジネス』 - Monkey Business 1972 - 1997 (1998年)
- Jack-Knife / Monkey Business 1972 - 1997 (2014年) ※上『モンキー・ビジネス』とジャック－ナイフ『アイ・ウィッシュ・ユー・ウッド』の2枚組CD

### ソロ・アルバム
- Takeaway (2016年)